# Орден Матери (Беларусь)
Орден Матери (бел. Ордэн Маці) — государственная награда Республики Беларусь.

## Статус
Орденом Матери награждаются женщины, родившие и воспитавшие пять и более детей.
Награждение орденом Матери производится при достижении пятым ребёнком возраста одного года и при наличии в живых остальных детей этой матери.
При награждении орденом Матери учитываются также дети:
- усыновленные в установленном законодательством порядке;
- погибшие или пропавшие без вести при защите Отечества и его государственных интересов, исполнении гражданского долга по спасению человеческой жизни, обеспечению законности и правопорядка, а также умершие в результате ранения, увечья, заболевания, полученных при указанных обстоятельствах, или в результате трудового увечья либо профессионального заболевания.

Орден Матери носится на левой стороне груди и при наличии других орденов располагается над ними.

## Описание
Орден Матери представляет собой девятиконечную рельефную звезду, вписанную в круг диаметром 40 мм. В центре — рельефное
изображение профилей женщины и ребёнка в лучах солнца, обрамлённое венком из дубовых и лавровых листьев, в нижней части венка — бело-голубой бант из эмали. Обратная сторона ордена имеет гладкую поверхность, в центре находится номер ордена.
Орден при помощи ушка и кольца соединяется с пятиугольной колодкой, обтянутой муаровой лентой голубого цвета с продольной синей полоской посредине.
Орден изготавливается из томпака с серебрением и позолотой.